# Höhere Graphische Bundes-Lehr- und Versuchsanstalt

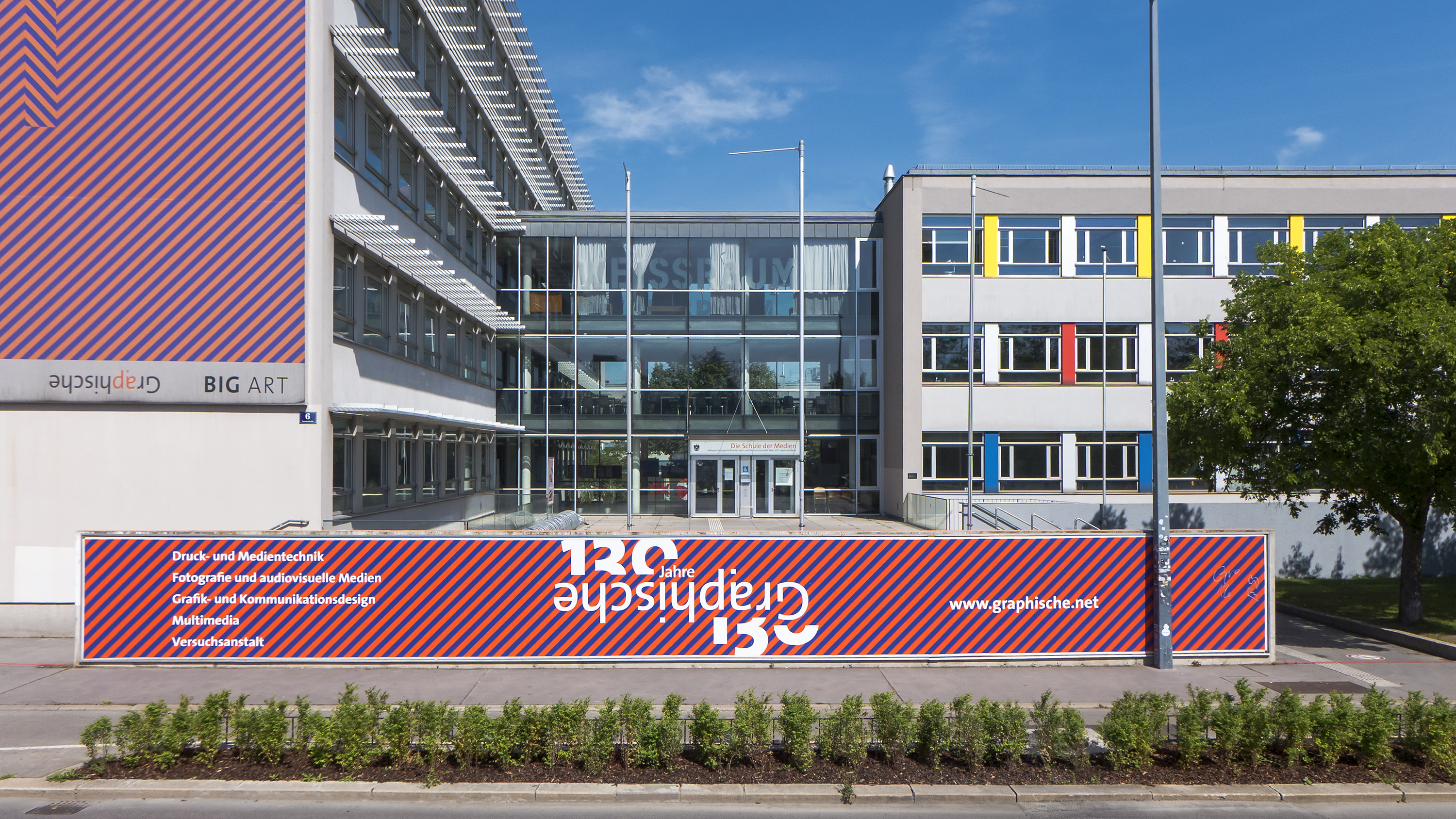
Die Schule in der Leyserstraße

Die Höhere Graphische Bundes-Lehr- und Versuchsanstalt (HGBLuVA) in Wien ist eine berufsbildende höhere Schule für Berufe der visuellen Kommunikation und Medientechnik in Österreich. Sie wird im allgemeinen Sprachgebrauch meist „die Graphische“ genannt.
Die HGBLuVA wurde im Jahr 1888 gegründet und ist die einzige ihrer Art in Österreich. Hier werden Schüler und Studenten der vier Abteilungen in einander ergänzenden Fachrichtungen in visueller Kommunikation ausgebildet: In der Abteilung Grafik- und Kommunikationsdesign werden für Auftraggeber aus Wirtschaft und Kultur visuelle Konzepte entwickelt und gestaltet; in der Abteilung Fotografie und audiovisuelle Medien und Multimedia die dafür benötigten bildhaften Umsetzungen realisiert oder selbständige bildhafte Werke erstellt; und in der Abteilung Druck- und Medientechnik Druckprodukte zusammengeführt und reproduktionstechnisch geplant und umgesetzt.

## Geschichte

### Eröffnung

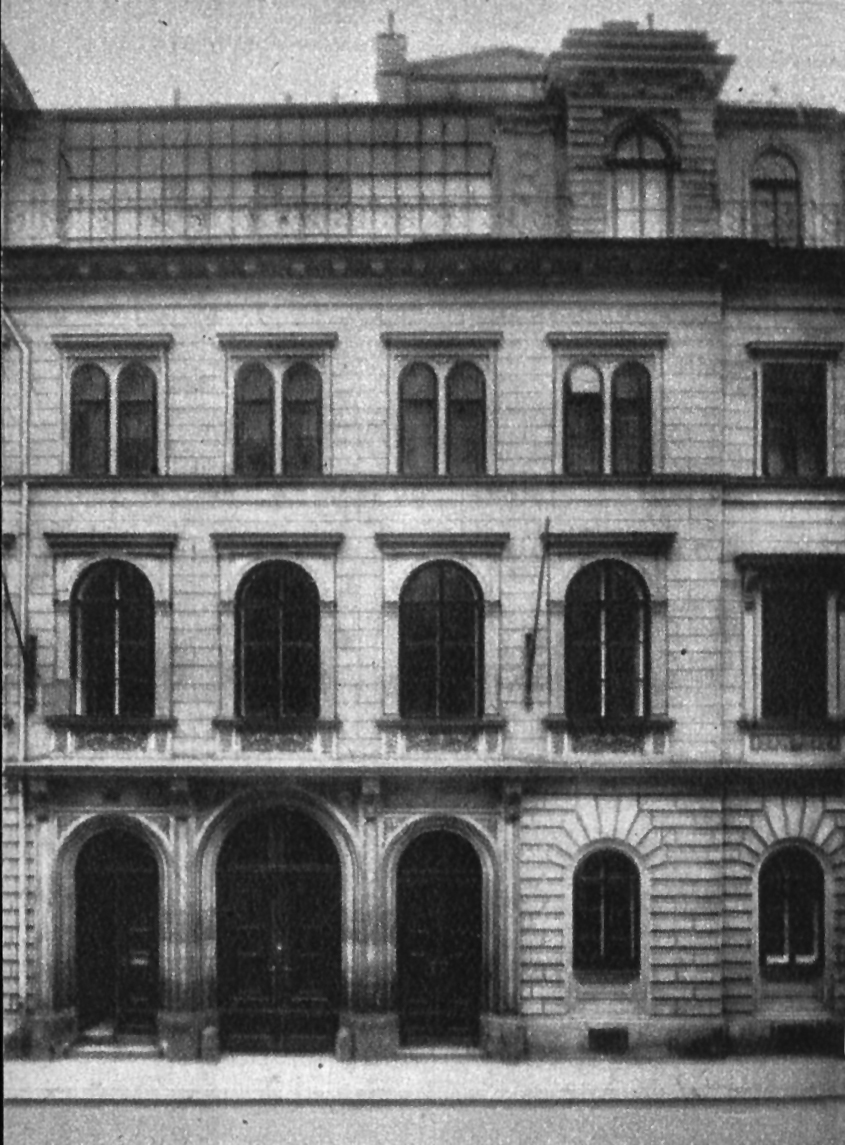
Fassade Wien-Neubau, Westbahnstraße 25 (1937/38)

Ursprünglich als photographische Versuchsanstalt vom Präsidenten der Photographischen Gesellschaft errichtet, entstand durch Eingliederung der photographischen Schule (einer der Salzburger Baustaatsgewerbeschule angeschlossenen Abteilung für photographische Reproduktionsverfahren) und der Allgemeinen Zeichenschule Hörwarter in Wien die Graphische Lehr- und Versuchsanstalt (GLV). Sie leistete seit ihrer Gründung einen wichtigen Beitrag zur Etablierung und Entwicklung der graphischen Berufe.
Laut Beschluss vom 14. März 1887 stellte der Gemeinderat der Stadt Wien drei Stockwerke des städtischen Gebäudes in Wien VII, Westbahnstraße 25, der ehemaligen Schottenfelder Realschule für die Errichtung einer k.k. Lehr- und Versuchsanstalt für Photographie und Reproduktionsverfahren zur Verfügung. Die Eröffnung dieser von Josef Maria Eder gegründeten und geleiteten Schule war am 1. März 1888 mit 108 Schülern. Bereits im nächsten Schuljahr stieg die Schüleranzahl auf 174. 1890 stellte Eder eine Wothlysche Solarkamera auf das Dach.
Ab 1897 entstand die Bezeichnung Graphische Lehr- und Versuchsanstalt. Kaiser Franz Joseph bewilligte der Schule 1906 die Bezeichnung „Kaiserlich Königlich“ im Titel und die Republik Österreich bestätigte diese Auszeichnung, indem das Bundeskanzleramt der Schule die Führung des Bundeswappens genehmigte.

### Die Anfänge
Die GLV wurde am 27. August 1887 „Mit allerhöchster Entschließung die Aktivierung dieser Lehr- und Versuchsanstalt in Wien mit 1. März 1888 zu genehmigen geruht“. Ziel der Anstalt war die „Ausbildung von Fachphotographen, Retoucheuren, Lichtdruckern, Photolithographen etc., die Unterweisung von Künstlern, Gelehrten und Technikern, welche die Photographie als Hilfswissenschaft erlernen wollen, ferner die Prüfung von Apparaten, Chemikalien und die Durchführung selbständiger wissenschaftlicher Untersuchungen auf dem Gebiete der Photochemie und verwandter Fächer“.
Die Schule bestand aus zwei Abteilungen (Lehranstalt für Photographie und Reproduktionsverfahren sowie die Versuchsanstalt), und 1891 wies das Gremium der Buchdrucker und Schriftgießer auf die dringende Notwendigkeit hin, der Schule auch eine Abteilung für Buchdrucker anzugliedern. 1897 wurde eine zusätzliche Sektion für Buch- und Illustrationsgewerbe eröffnet, die Schule mit der Bezeichnung „K.K. Graphische Lehr- und Versuchsanstalt“ war nun in vier Sektionen gegliedert:
- I. Sektion: Lehranstalt für Photographie und Reproduktion (entspricht der früheren Lehranstalt für Photographie und Reproduktionsverfahren)
- II. Sektion: Lehranstalt für Buch- und Illustrationsgewerbe
- III. Sektion: Versuchsanstalt für Photochemie und graphische Druckverfahren (entspricht der von Anfang an errichteten Versuchsanstalt)
- IV. Sektion: Sammlungen: graphische Sammlung, Bibliothek und Apparatesammlung

Dem 1905 eingeführten Spezialkurs für Lithographie und Steindruck sind die ersten Originallithographien von berühmten Künstlern wie Luigi Kasimir oder Tina Blau zu verdanken und die Algraphie – ein Flachdruckverfahren von einer Aluminiumplatte – wurde in Österreich 1896 erstmals an der GLV gelehrt. Der Spezialkurs für Lithographie und Steindruck existierte bis 1913/14 und danach wurde ein Fachkurs für Xylographie angeboten.
1908 entstand die Abteilung Graphik im obersten Stockwerk des Nachbarhauses Westbahnstraße 27. Die beiden Häuser verband eine Wendeltreppe, welche bis heute im Hof am aktuellen Standort in der Leyserstraße aufgestellt ist.

### Frauen in der Graphischen Lehr- und Versuchsanstalt
Ab 1908 waren auch Frauen offiziell zugelassen. Für den Zeitraum von 1888 bis 1918/19 wurden anhand der großteils erhaltenen Klassenkataloge insgesamt 718 Schülerinnen an der Graphischen nachgewiesen. Durch Änderungen und neue Anforderungen im Berufsbild wächst der Frauenanteil auch bis heute noch weiter, sodass er in manchen Klassen zwei Drittel überschreitet.

### Die Abteilung Graphik

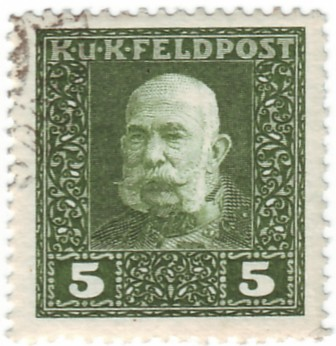
Allgemeine Feldpostausgabe (1915)

1916 wurde das Schulstatut abgeändert: Es wurde nun ein ganztägiger Unterricht mit Photographiepraktikum im 1. und 2. Kurs sowie eine Kriegsbehindertenausbildung eingeführt und zudem wurde eine Zeichenschule angegliedert.
Nach dem Ersten Weltkrieg wurde die Schule mehrfach umbenannt:
- 1919 lautete der Name „Deutsch-Österreichische Graphische Lehr- und Versuchsanstalt“,
- 1920 „Staatliche Graphische Lehr- und Versuchsanstalt“ und
- 1923 „Graphische Lehr- und Versuchsanstalt“.

### Die Schule in der Zeit des Nationalsozialismus
Der „Anschluss“ Österreichs an Deutschland hatte organisatorische Umstrukturierungen zur Folge: Semester wurden eingeführt und die GLV sollte zu einer Unterstufe einer in Leipzig geplanten Hochschule des graphischen Gewerbes gemacht werden.
1939 wurde aus der Schule eine Staatliche Graphische Lehr- und Versuchsanstalt. Bis zu diesem Zeitpunkt wurden zwei Drittel aller österreichischen Briefmarken in der Graphischen entworfen und gestochen.

### Nachkriegszeit
1945 wurde die Studienzeit an der Fachschule auf vier Jahre verlängert.
1948 wurde aus der „Manuellen Graphik“ die „Gebrauchsgraphik“ mit Anschluss einer einjährigen Meisterklasse. 1959 entwickelte sich daraus eine Abteilung A: dreiklassige Fachabteilung für Photographie mit Meisterklasse, und eine Abteilung B: Fachabteilung für Gebrauchsgraphik mit vier Klassen und einer Meisterklasse.
Im Verlauf weiterer Schulreformen wurde mit dem Abschluss der nun fünfjährigen „Höheren“ die Studienberechtigung erworben.

### Neubau 1963
Am 22. Mai 1963 fand die Grundsteinlegung des neuen Schulgebäudes im 14. Bezirk im Bereich Breitenseer Straße, Leyserstraße und Spallartgasse (Kommandogebäude Theodor Körner) nach Plänen von Carl Appel statt. Grund dafür war der Platzmangel im bisherigen Gebäude in der Westbahnstraße.
1963/64 begann der erste Jahrgang der fünfjährigen Höheren Lehranstalt für Reproduktion und Drucktechnik. Daneben bestand eine vierjährige Fachschule.
1967 begann die Übersiedlung in den Neubau und 1968 fiel die offizielle Eröffnung mit dem 80-Jahre-Jubiläum der Schule zusammen.
Mit dem Aufkommen der Personal Computer und ihres Einsatzes in der graphischen Industrie beginnt eine Veränderung erst beim Schriftsatz und später auch bei der Bildbearbeitung. 1984 erfolgte dann mit der Markteinführung des Apple Macintosh und seines immer stärker verbreiteten Einsatzes die Desktoppublishing-Revolution, die das Berufsbild des Lithographen, Schriftsetzers, Layouters und Reinzeichners bis heute nachhaltig verändert. Aufwändige, mehrtägige Arbeitsvorgänge verkürzen sich zu wenigen Stunden: Alle Arbeiten, die bisher auf mehrere Arbeitsplätze verteilt waren, laufen meist vom Entwurf bis zur elektronischen Reinzeichnung als PDF-Datei nur mehr digital an einem Rechner oder an vernetzten Arbeitsstationen ab.
1988 feierte die Graphische ihr 100-Jahre-Jubiläum. Die rasante Entwicklung der Technologie prägte das Schulgeschehen der 1980er, wie das schnelle Vordringen des Offsetdrucks – allerdings auf Kosten des Hochdrucks. In der Reproduktionstechnologie erlebte die Scannertechnologie für die Herstellung von Farbauszügen einen Aufschwung.

### Renovierung 2006
Aufgrund von Renovierungsarbeiten am Gebäude in der Leyserstraße übersiedelten die Direktion und die Abteilungen Fotografie, Multimedia und Graphik in ein Ausweichlokal im ersten Wiener Gemeindebezirk in der Schellinggasse 13. Nach dem Abschluss der Arbeiten wurde die Schule im Februar 2008 rückübersiedelt. 

## Fachrichtungen
Es gibt vier Ausbildungszweige:
- Druck- und Medientechnik
- Fotografie und audiovisuelle Medien
- Grafik- und Kommunikationsdesign
- Multimedia

In der „Höheren“ dauert die Ausbildung in allen vier Zweigen fünf Jahre und schließt mit einer Matura (Reifeprüfung) ab. Im Zweig Druck- und Medientechnik ist auch ein Abschluss ohne Matura in einer „Fachschule“ nach vier Jahren möglich, welcher sich intensiver mit dem Handwerk beschäftigt.

Zudem wird ein zweijähriges „Kolleg“ (Berufsausbildung nach der Matura) für Grafik- und Kommunikationsdesign, Druck, Fotografie und audiovisuelle Medien und Multimedia angeboten. Im „Abendkolleg“ haben Studierende berufsbegleitend nach drei Jahren die Möglichkeit, einen Abschluss in Grafik und Produktion zu erwerben.
Die einjährige „Meisterschule für Kommunikationsdesign“ ist für jene gedacht, die bereits eine gestalterische Ausbildung haben und ihre Fähigkeiten intensiv in Projekten weiterentwickeln wollen.

### Druck- und Medientechnik

#### Ausbildungsziele
Die Abteilung „Druck- und Medientechnik“ an der Höheren Graphischen Bundes-Lehr- und Versuchsanstalt ist im Prinzip am Ausbildungsmodell einer HTL orientiert, jedoch die einzige Ausbildungsstätte in Österreich im Fachbereich Druck- und Medientechnik.

#### Ausbildung
Drei Ausbildungsniveaus bieten unterschiedliche Einstiegs- bzw. Abschlussmöglichkeiten:
- Höhere Lehranstalt für Medieningenieure und Printmanagement
Eintritt nach der 8. Schulstufe, Dauer 5 Jahre, Abschluss mit Diplom- und Reifeprüfung
- Fachschule für Mediengestaltung und digitale Druckproduktion
Eintritt nach der 8. Schulstufe, Dauer 4 Jahre, Abschluss mit Fachabschlussprüfung
- Kolleg für Druck- und Medientechnik
Eintritt nach der Reifeprüfung, Dauer 2 Jahre, Abschluss mit Diplomprüfung
- Aufbaukolleg für Druck- und Medientechnik
Eintritt ohne Reifeprüfung, Dauer 2 Jahre, Abschluss mit Diplomprüfung und Reifeprüfung Voraussetzung Lehre Druckvorstufentechniker oder Drucker, Fachschulabschluss

#### Tätigkeitsbereiche
Absolventen der Abteilung für Druck und Medientechnik arbeiten in Druckereien, Verlagen, Werbeagenturen und in der Zulieferindustrie:
- Als Medienberater erarbeiten sie kundenspezifische Lösungen, organisieren Medienprojekte und kalkulieren Kosten von Medienprodukten.
- Als Mediengestalter fassen sie Texte, Bilder und Grafiken zu aussagekräftigen Medienvorlagen für Print und Non-Print zusammen und produzieren Multimediaprodukte.
- Als Medientechniker und Printexperten bereiten sie analoge und digitale Daten auf, produzieren Druckformen, planen und steuern den Druckprozess.

### Grafik- und Kommunikationsdesign
Die Ausbildung fußt auf einer soliden zeichnerischen und technischen Ausbildung in Laptopklassen und umfasst im Bereich Print- und Screendesign folgende Schwerpunkte: Corporate Design (u. a. Logos, Firmenidentitäten, Gesamtkonzepte, App Design), Editorial Design und Electronic Publishing (u. a. Bücher, Zeitschriften, Webseiten, iPad Magazine etc.), Werbung (Kampagnen, Social Media und Onlinewerbung, Packaging Design). Zudem bildet Typografie (Wirkung, Lesbarkeit, Gestaltung von Schrift, Webtypografie) einen Schwerpunkt. Es werden zudem die Fächer Semiotik, Medientheorie, Marketing und Werbung, Kultur und Designgeschichte sowie Wirtschaft und Recht angeboten.

#### Lehrstoffangebot
Neben dem Schwerpunkt auf praktischer Arbeit bietet die Abteilung „Grafik und Kommunikationsdesign“ eine umfassende, auch theoretische Ausbildung auf dem Gebiet der visuellen Gestaltung, die zum vielseitig tätigen Kommunikations-Designer führt.
- Allgemeine Fachvoraussetzungen werden in Aktzeichnen, Naturstudien, Originalgraphik und Farbenlehre vermittelt. Entwurfsunterrichtsgebiete sind in Corporate Design, Editorial Design, Typographie, Werbung und Promotion gegliedert.
- Die theoretische Ausbildung umfasst Lehrstoff in Darstellung und Komposition, Druckvorstufe- und Technik, elektronische Bildbearbeitung, Kommunikations- und Designtheorie, Marketing und Werbung, Projektmanagement, Stilkunde, Semiotik, Technologie und Phänomenologie, Wirtschaft und Recht.

#### Ausbildung
- Die „Höhere“ beginnt nach der 8. Schulstufe, dauert 5 Jahre und schließt mit einer Diplomprüfung und Matura ab.
- Das „Kolleg“ setzt eine Matura voraus, dauert 4 Semester und schließt ebenfalls mit Diplom ab.
- Das „Abendkolleg“ bietet in Kooperation mit Druck und Medientechnik Berufstätigen eine Ausbildung in Layout und Producing.
- Die „Meisterschule“ für Design und Kommunikation steht nicht nur für alle Abteilungen der Schule, sondern auch für externe Studenten offen, und begleitet sie zwei Semester lang in eigenen, praxisnahen Projekten. Voraussetzung ist eine abgeschlossene Ausbildung in Design (Höhere, Kolleg). Die Meisterschule setzt besondere Begabungen voraus, die in Eignungstests ermittelt werden.

#### Tätigkeitsbereiche
Absolventen der Abteilung für Grafik und Kommunikationsdesign arbeiten als selbständige Designer, als Art Director oder Creative Director in Werbeagenturen, setzen Marketingvorgaben um, entwerfen und realisieren Ausstellungen, gestalten als bildnerische Kreative oder Package-Designer, arbeiten in Verlagen und Designagenturen, entwickeln Typografie, Corporate Design und Leitsysteme.

### Multimedia
Der Schwerpunkt der Ausbildung liegt gleichermaßen auf mehreren Aspekten:
- Dreharbeiten
- Filmschnitt
- Fotografie
- Interface- und Bewegtbild-Design
- Video
- Wirtschaftliches und administratives Grundwissen
- Webdesign
- 3D

## Bekannte Lehrkräfte und Studierende
Die Bedeutung der Graphischen für ihre Zeit spiegelt sich unter anderem in den Persönlichkeiten, die dort als Lehrpersonen wirkten oder die Schule besuchten.
- Wolfgang Ambros
- Walter Angerer-Niketa
- Erica Anderson
- Kurt Bauer
- Max Berner
- Berta Bindtner
- Josef Bramer
- Georg Brandlmayr
- Emma Bormann
- Hans von Borsody
- Lucca Chmel
- Arnold Clementschitsch
- Alfred Cossmann
- Max Dasch senior
- Manfred Deix
- Hans Donner
- Margit Doppler
- Greta Feist
- Jakob Gasteiger
- Karl Goldammer
- Ernst Haas
- Gerald Igor Hauzenberger
- Friedrich Hechelmann
- Gottfried Helnwein
- Ludwig Hesshaimer
- Wilhelm Jaruska[5]
- Walter Jaschek (auch Leiter der Kuffner-Sternwarte)
- Rudolf Junk
- Felicitas Kuhn
- Hubert Landa[6]
- Hans Larwin
- Hans Lenhard
- Niki List
- Ludwig Michalek
- Josef Mikl
- Stefanie Moshammer
- Stephan Mussil
- Hermann Nitsch
- Bernhard Paul
- Erwin Puchinger
- Willy Puchner
- Oskar Putz
- Hans Ranzoni der Jüngere
- Edith Ranzoni-Riedel
- Karl Rix
- Stefan Sagmeister
- Christian Satek
- Friedrich Schiff
- Rudolf Schwarzkogler
- Sidonie Springer-Staeger
- Edith Strauss-Pilpel
- Lilli Streit-Auböck
- Wolf Suschitzky
- Otto Trauner
- Siegfried Weyr

## Veröffentlichungen
- Veronika Pfolz: 100 Jahre Graphik-Design-Ausbildung an der Graphischen, Mai 2007.